# マウント (郵趣)

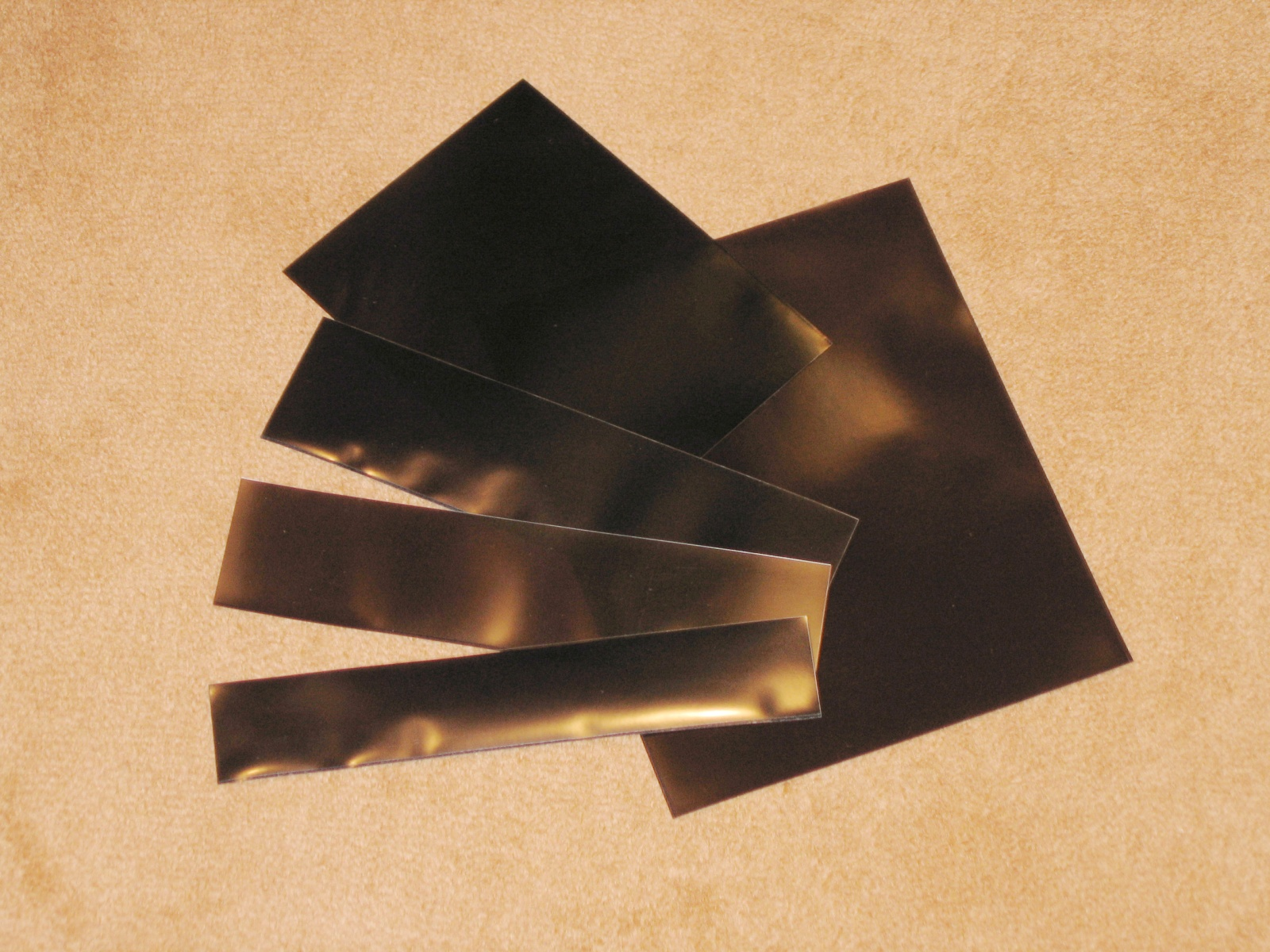
さまざまなサイズのマウント

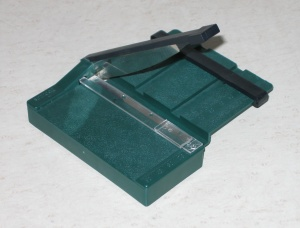
マウントカッター

マウント（英: Postage stamp mount）は、切手をアルバム・リーフに収める時に使う郵趣用品。
合成樹脂フィルム製で、切手をヒンジよりも美しい状態で保存することができる。

## 概要
マウントは、ポケット状の透明フィルムの状態になっており、一辺を接着した2枚のフィルムの間に切手を挟むという方式で構成されている。フィルムの一方の裏側には乾燥糊が引いてあり、これによりアルバム・リーフへ貼り込むことができる。
切手のサイズに合わせてカットして使用するが、カッターを使用しないと、きれいにカットすることが難しい。そのため切手のサイズに合わせて、最初からカットされている製品もある。

## 発明
マウントは、ドイツ人のハンス・ウィドマイヤー（Hans Widmaier）が1949年に発明した。
ドイツの郵趣用品メーカーであるハウイド社（Hawid）はこの人物が設立した会社であり、社名の由来はハンス・ウィドマイヤーの｢ハ｣と｢ウィド｣からきている。
このことから、マウントをハウイドと呼ぶ切手収集家が多い。